# Fleisnitz
Fleisnitz ist ein Gemeindeteil des Marktes Stammbach im Landkreis Hof (Oberfranken, Bayern). Die Gemarkung Fleisnitz hat eine Fläche von 6,196 km². Sie ist in 484 Flurstücke aufgeteilt, die eine durchschnittliche Fläche von 12802,51 m² haben. In ihr liegen neben dem namensgebenden Ort die Gemeindeteile Altpoppenreuth, Bucheckeinzel, Bucheckmühle, Bugeinzel b.Tennersreuth, Fleisnitzmühle, Hampelshof, Höflein, Lindenhof, Obertennersreuth, Sickenreuth und Tennersreuth.

## Geografie
Das Dorf liegt auf freier Flur auf einem Höhenrücken des Frankenwaldes. Die Kreisstraße HO 20 führt die Bundesautobahn 9 unterquerend nach Friedmannsdorf (2 km östlich) bzw. an der Fleisnitzmühle vorbei nach Metzlesdorf (1,8 km westlich). Eine Gemeindeverbindungsstraßen führt an Höflein vorbei nach Tennersreuth (2 km südwestlich). Ein Wirtschaftsweg führt nach Altpoppenreuth (0,9 km südlich). Geologisch liegt Fleisnitz im Südwesten des naturräumlichen Gebietes der Münchberger Gneismasse.

## Geschichte
Nach dem Landbuch von Stammbach aus der Zeit um 1535 waren mehrere Familien Ott und eine Familie Mulnner in Fleisnitz ansässig. Aus der Mitte des 15. Jahrhunderts ist der Einfluss der von Sparneck und der Wallenrode überliefert, unter den Sieglern waren Friedrich von Sparneck, sein Bruder Rüdiger und Hans auf Burg Stein. Zwei umfangreiche Belehnungsurkunden König Sigismunds von 1417 und 1437 mit dem Stammgebiet für Rüdiger und 1437 auch für seinen Bruder Friedrich von Sparneck nennen auch Anteile an Fleisnitz.
Zur Realgemeinde Fleisnitz gehörte Altpoppenreuth, Fleisnitzmühle und Hampelshof. Gegen Ende des 18. Jahrhunderts bestand Fleisnitz mit Fleisnitzmühle aus 17 Anwesen. Die Hochgerichtsbarkeit sowie die Dorf- und Gemeindeherrschaft stand dem bayreuthischen Vogteiamt Stammbach zu. Grundherren waren
- das bayreuthische Kastenamt Kulmbach: 2 Halbhöfe, 1 Viertelhof, 1 Viertelhof mit Mühle;
- die Hofkanzlei Bayreuth: 1 Hof;
- das Gotteshaus Stammbach: 1 Sölde, 1 Drittelhof, 1 Viertelhof, 1 Achtelhof, 2 Dreiachtelhöfe;
- die Rittergüter Ebnath und Schwarzenreuth: 1 Hof, 5 Halbhöfe (Diese Bewohner waren pfalz-neuburgische Landsassen).[9]

Von 1797 bis 1810 unterstand Fleisnitz dem Justiz- und Kammeramt Gefrees. Nachdem im Jahr 1810 das Königreich Bayern das Fürstentum Bayreuth käuflich erworben hatte, wurde der Ort bayerisch. Infolge des Ersten Gemeindeedikts wurde Fleisnitz dem 1812 gebildeten Steuerdistrikt Streitau zugewiesen. Zugleich entstand die Ruralgemeinde Fleisnitz. Zu dieser gehörten Altpoppenreuth, Bucheckeinzel, Bucheckmühle, Bugeinzel b.Tennersreuth, Fleisnitzmühle, Hampelshof, Höflein, Lindenhof, Obertennersreuth und Tennersreuth. Sie unterstand in Verwaltung und Gerichtsbarkeit dem Landgericht Münchberg und in der Finanzverwaltung dem Rentamt Münchberg (1919 in das Finanzamt Münchberg umgewandelt). In der freiwilligen Gerichtsbarkeit unterstanden einige Anwesen dem Patrimonialgericht Grossenau. Etwas später wurde auf dem Gemeindegebiet Sickenreuth angelegt. Am 1. Oktober 1840 erfolgte die Überweisung der Gemeinde Fleisnitz an das Landgericht Berneck und dem Rentamt Marktschorgast, die bereits 1857 revertiert wurde. Ab 1862 gehörte Fleisnitz zum Bezirksamt Münchberg (1939 in Landkreis Münchberg umbenannt). Die Gerichtsbarkeit blieb beim Landgericht Münchberg (1879 in Amtsgericht Münchberg umgewandelt). Die Gemeinde hatte 1928 eine Gebietsfläche von 6,190 km². 1938 wurde die Gemeinde Fleisnitz nach Stammbach eingemeindet.

### Baudenkmäler
- Haus Nr. 5: Wohnstallhaus[13]
- Haus Nr. 15: Wohnhaus[13]

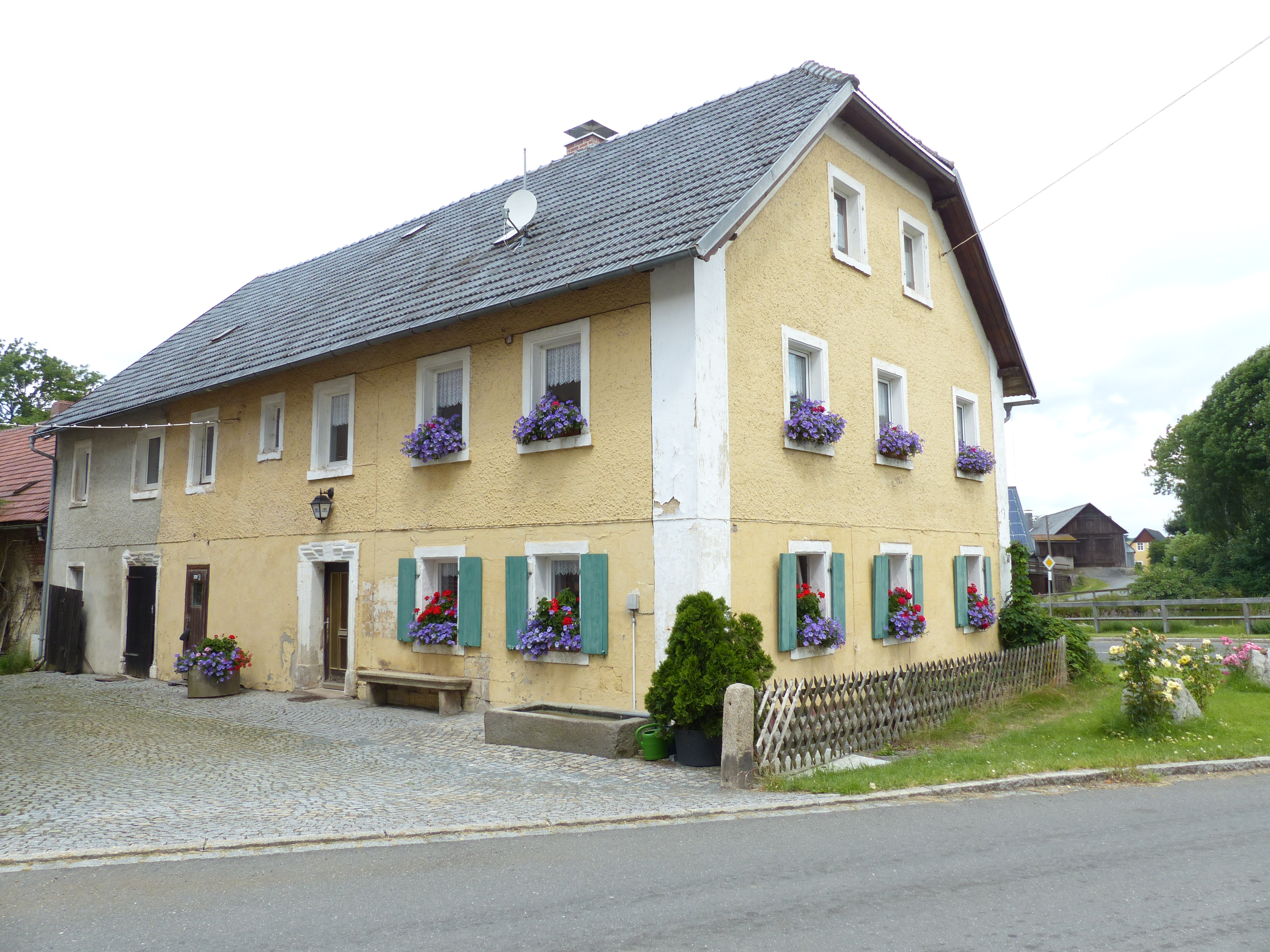
Wohnstallhaus, bezeichnet mit „1793“
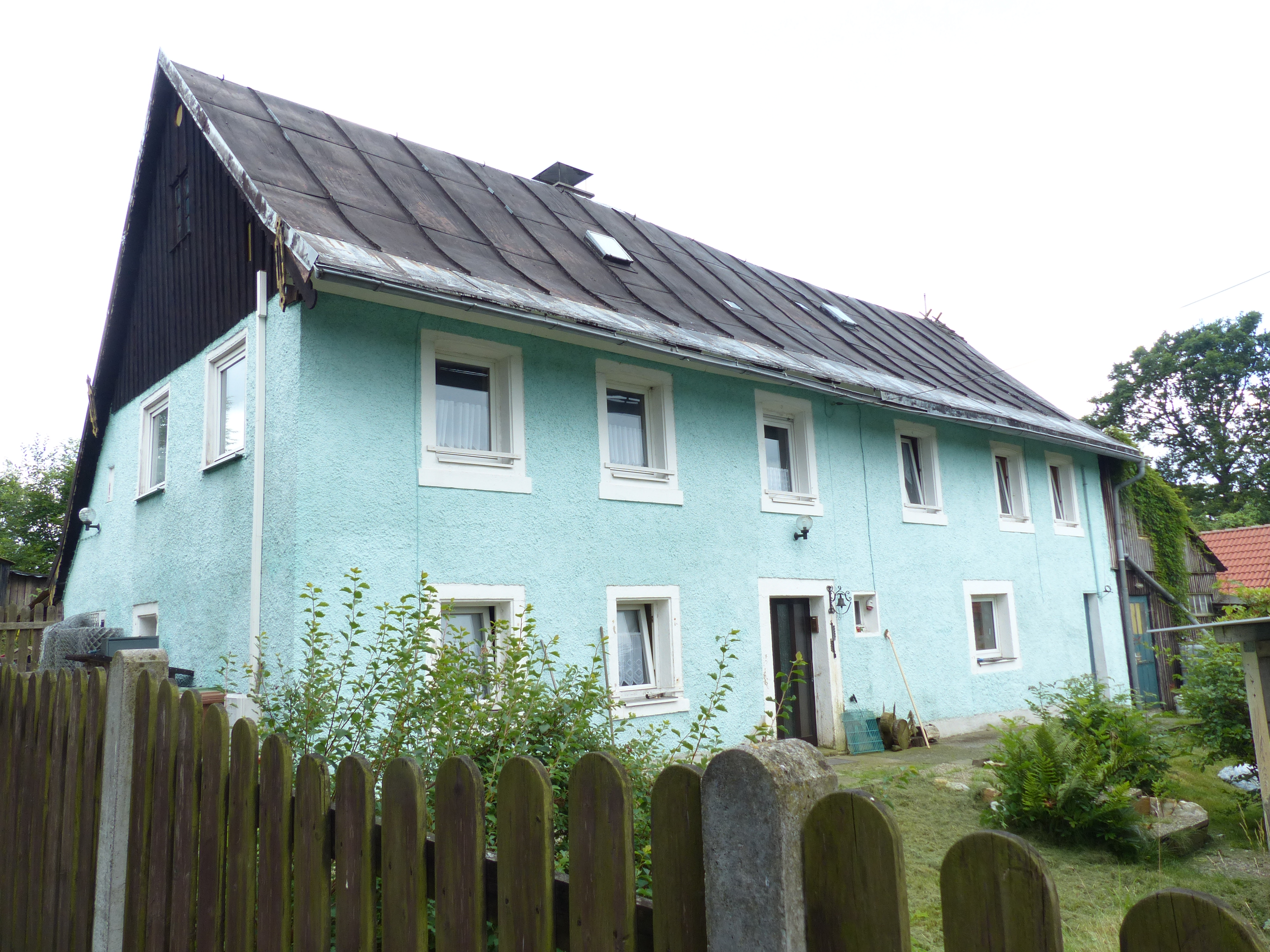
Wohnhaus aus der Mitte des 19. Jahrhunderts

ehemalige Baudenkmäler
- Haus Nr. 11: Eingeschossiger Wohnstallbau mit Satteldach, Wohnungs- und Stalltür gedrückt korbbogig mit geohrter Rahmung, der Scheitelstein der Wohnungstür bezeichnet „JL 1802“ (=Johann Lochner). Eckquaderung; Giebel zum Teil verschiefert.[14]
- Haus Nr. 12: Eingeschossiger Wohnstallbau, der Scheitelstein der Wohnungstür bezeichnet „JL 1855“.[14]
- Haus Nr. 26: Zweigeschossiges Satteldachhaus, der Türsturz am Scheitelstein bezeichnet „1828“. Giebel verschiefert.[14]

### Einwohnerentwicklung
Gemeinde Fleisnitz
| Jahr      | 1812   | 1840   | 1852   | 1855   | 1861   | 1867   | 1871   | 1875   | 1880   | 1885   | 1890   | 1895   | 1900   | 1905   | 1910   | 1919   | 1925   | 1933   |
| Einwohner | 188    | 265    | 304    | 318    | 293    | 301    | 312    | 312    | 315    | 291    | 284    | 273    | 236    | 212    | 220    | 212    | 207    | 205    |
| Häuser    | 36     |        |        |        |        |        | 43     |        |        | 46     | 46     |        | 45     |        |        |        | 44     |        |
| Quelle    | [ 10 ] | [ 16 ] | [ 16 ] | [ 16 ] | [ 17 ] | [ 18 ] | [ 19 ] | [ 20 ] | [ 21 ] | [ 22 ] | [ 23 ] | [ 16 ] | [ 24 ] | [ 16 ] | [ 25 ] | [ 16 ] | [ 11 ] | [ 16 ] |

Ort Fleisnitz
| Jahr      | 001812 | 001819 | 001861 | 001871 | 001885 | 001900 | 001925 | 001950 | 001961 | 001970 | 001987 |
| Einwohner | *80    | †117   | °139   | °148   | °137   | 97     | 69     | 98     | 63     | 61     | 60     |
| Häuser    | *14    |        |        |        | °21    | 20     | 19     | 15     | 16     |        | 15     |
| Quelle    | [ 10 ] | [ 26 ] | [ 17 ] | [ 19 ] | [ 22 ] | [ 24 ] | [ 11 ] | [ 27 ] | [ 28 ] | [ 29 ] | [ 1 ]  |

## Religion
Fleisnitz ist bis heute nach St. Maria (Stammbach) gepfarrt und seit der Reformation evangelisch-lutherisch geprägt.